# Chaunax
Chaunax – rodzaj morskich ryb żabnicokształtnych z rodziny chonaksowatych (Chaunacidae).
Są to ryby głębinowe żerujące przy dnie na stoku kontynentalnym, zwykle na głębokości ok. 200 m, ale niektóre występują głębiej. Od pokrewnego rodzaju Bathychaunax różnią się liczbą promieni w płetwie odbytowej (6–7, zwykle 7) i większą liczbą neuromastów.

## Klasyfikacja
Gatunki zaliczane do tego rodzaju:

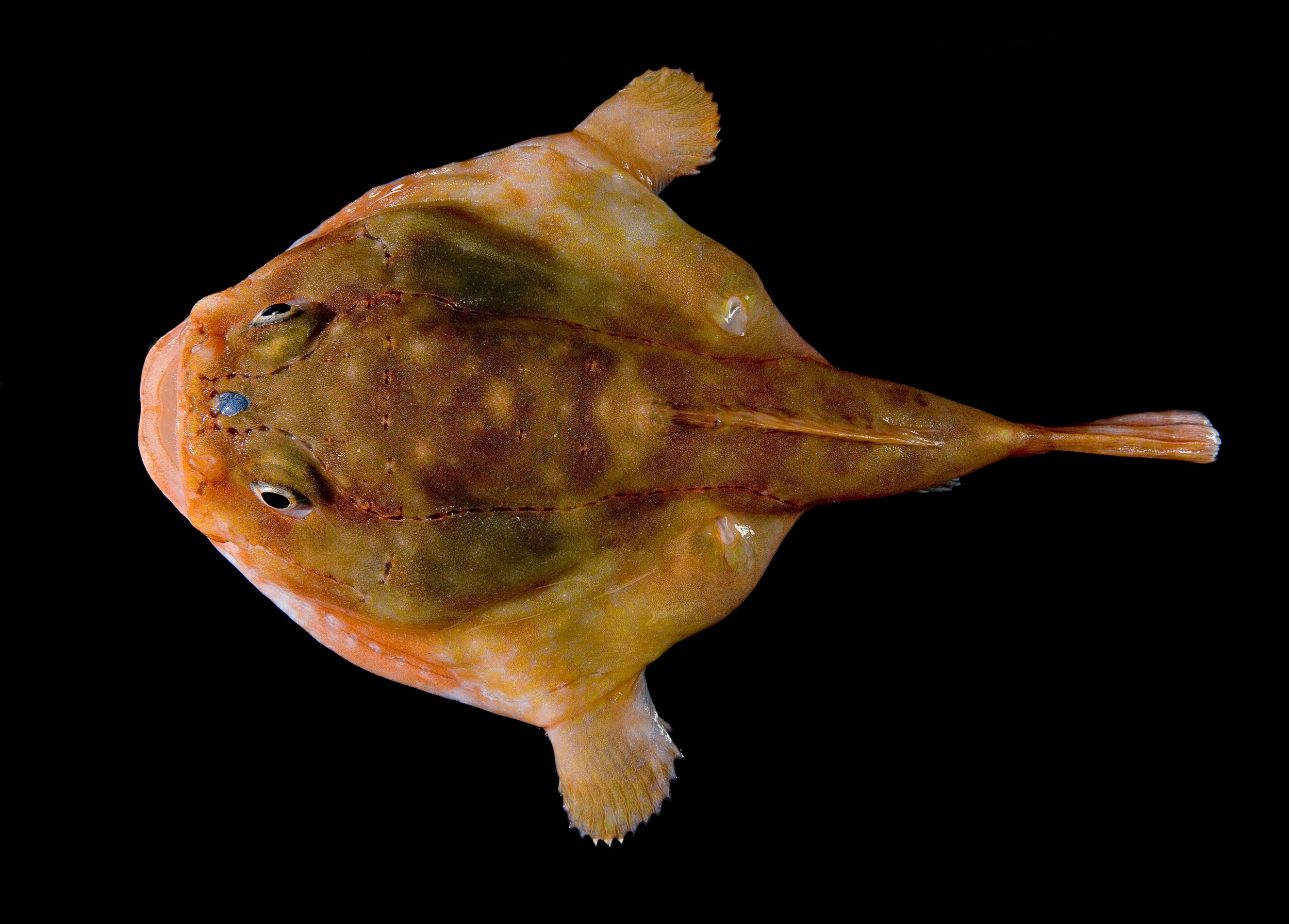
Chaunax abei
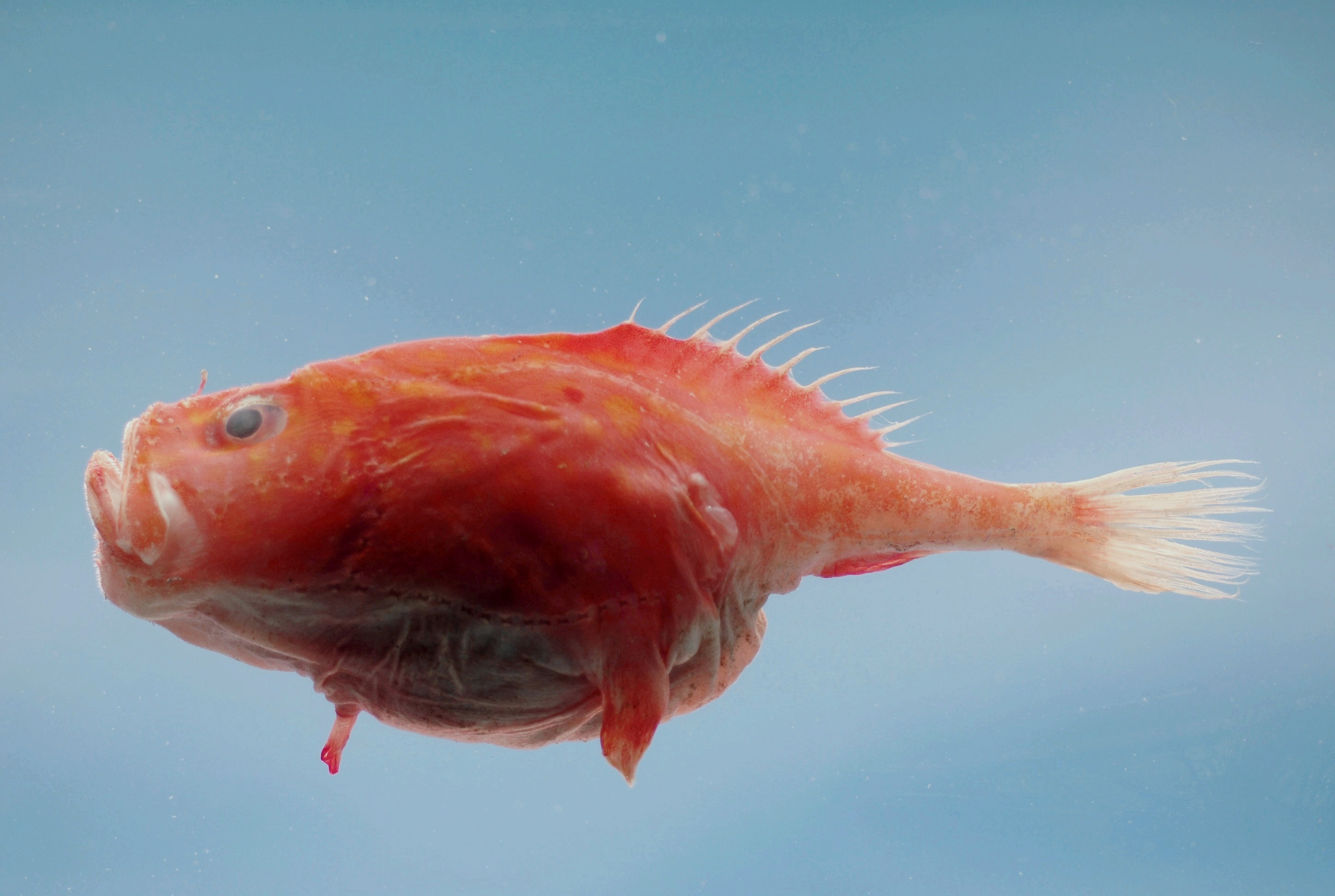
Chaunax africanus
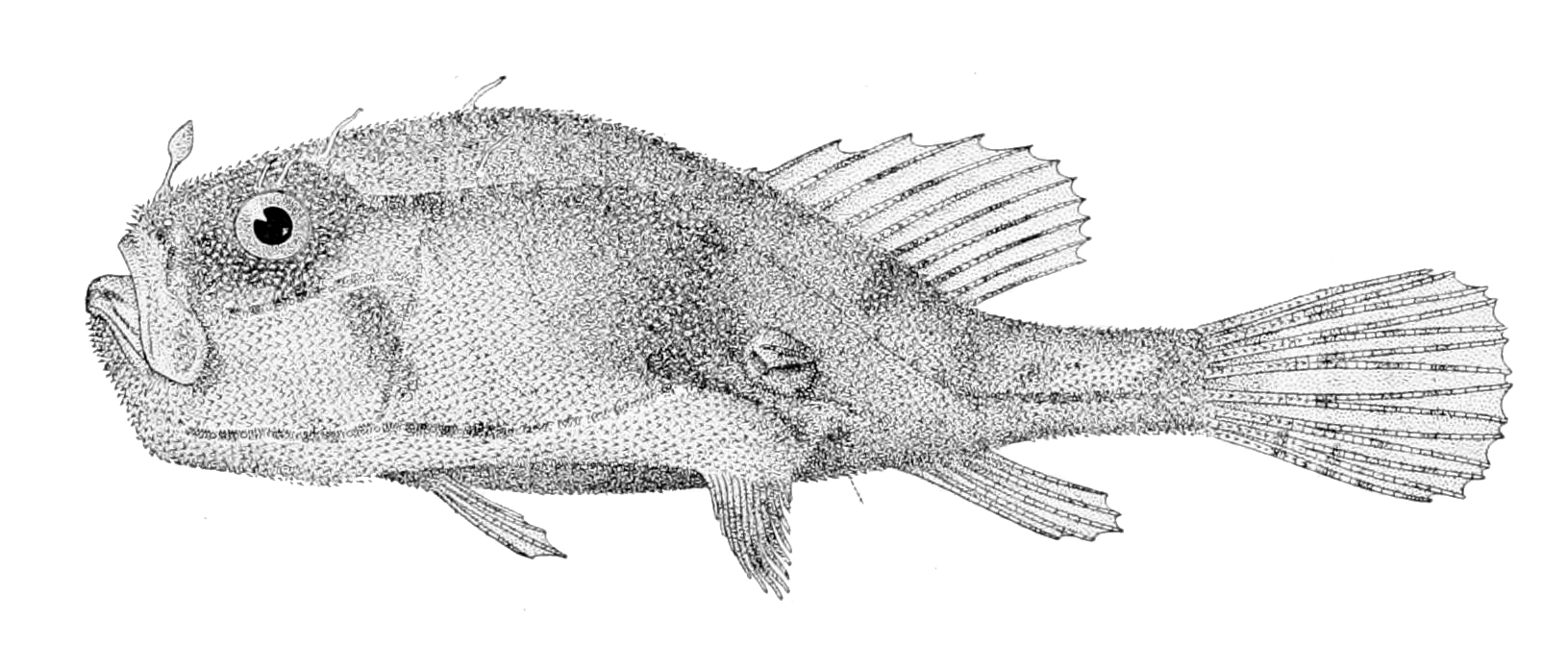
Chaunax breviradius
- Chaunax endeavouri
- Chaunax fimbriatus
- Chaunax flammeus
- Chaunax latipunctatus
- Chaunax nebulosus
- Chaunax nudiventer
- Chaunax penicillatus
- Chaunax pictus – chonaks[potrzebny przypis]
- Chaunax stigmaeus
- Chaunax suttkusi
- Chaunax umbrinus

- Chaunax stigmaeus
- Chaunax suttkusi
- Chaunax umbrinus